# Summer of Fear
Summer of Fear (Stranger in Our House) è un film tv diretto da Wes Craven nel 1978.

## Trama
I signori Ryan e Marge Grant hanno un incidente automobilistico, dove perdono la vita. Julia Grant è la loro figlia.
La notizia arriva presto ai parenti più stretti, la famiglia Bryant, composta dal marito Tom, la moglie Leslie e i tre figli, Peter, Rachel e Bobby.
I genitori decidono di andare al funerale e partono così dalla loro casa in California alla volta dell'Arkansas.
Ritornano con la giovane Julia, che non avevano mai visto prima.
Rachel, appassionata di cavalli, ha come fidanzato il suo istruttore, Mike Gallagher. Il suo cavallo, Sundance, si imbizzarrisce all'arrivo di Julia.
Nonostante ciò Rachel decide di favorire i rapporti con la cugina e la fa dormire in camera sua.
Julia è nata nel Massachusetts, dove frequenta un istituto e l'estate la passa nell'altopiano d'Ozark.
A cena arriva Mike per uscire con Rachel e lei, salita in camera per prendere una cosa trova, non volendo, un dente nella valigia di Julia.
Il giorno dopo per favorire l'inserimento di Julia nella ricca cittadina californiana, Rachel la porta a fare shopping e le fa conoscere la sua cara amica Carolyn.
Julia cambia look. Fanno la conoscenza del Professor Jarvis, insegnante di antropologia, esperto di occulto.
Al ritorno a casa, Sundance fugge dalla stalla, attacca Julia e la ferisce alla caviglia.
I genitori a quel punto vorrebbero trasferire Sundance al maneggio dei clienti ma Rachel è contraria.
Intanto Julia fa un'amicizia sempre più approfondita con lo zio, ci gioca a scacchi, lo massaggia e entra nelle sue grazie.
Una notte Rachel si sveglia con molte macchie rosse sul viso: la sera dopo non potrà andare al ballo.
Mike la sera dopo accompagna Julia alla festa; Rachel scopre molte cose da strega nella sua camera.
Mike e Julia legano molto e il primo decide di lasciare Rachel.
Il giorno dopo, durante la gara, Sundance si imbizzarrisce e cade: il veterinario dice che l'osso è fratturato e per non farlo soffrire lo uccide.
Rachel va dal Professor Jarvis che le dà libri sull'argomento. Rachel però ben presto dice a Julia che è una strega e che il professore la smaschererà.
Di lì a poco il professore cade a terra in giardino e viene portato in ospedale.
Arriva una lettera per Julia da parte di un'amica di Boston, Mary Cancross.
Rachel legge sui libri che le ha dato il professore che l'unico momento in cui la strega è vulnerabile è durante il sonno.
Di notte va in camera e prende la lettera di Mary; telefona al numero di Boston e capisce che Julia non è la ragazza che sta nella loro casa.
Jarvis si risveglia e dice a Rachel che una strega non può essere fotografata. La madre, fotografa freelance fa fare da modella a Julia, la quale ha iniziato una relazione palese con Tom.
La madre decide di andarsene da sola con la macchina.
Rachel sviluppa le foto e vede che Julia non è presente; quest'ultima l'attacca e le rivela di essere la domestica dei genitori di Julia, Sara, e di essere stata lei a provocare l'incidente automobilistico.
Sara e Rachel fanno a botte; Rachel riesce a rinchiuderla, va da Mike e scappano insieme ma Sara, liberatasi con la magia, li insegue. Ma i due riescono a mandarla fuoristrada. Intanto la madre, a cui non funzionavano i freni, riesce a salvarsi per miracolo.
Mike regala un cavallino a Rachel per iniziare una nuova vita. Ma Sara sarà morta veramente?